# ديسي
ديسي أو ديشي (من الأردو، بالهندية: देसी؛ البنجابية: ਦੇਸੀ، البنغالية: দেশী ؛ المهاراتية: देशी ؛ التيلوجو: దెశీ ؛ التاميل: தேசி) يشير إلى شعب وثقافة شتات جنوب آسيا.
وهو يشمل أي شخص من جنوب آسيا يحمل تراث الأجداد من الهند، باكستان، المالديف أو سري لانكا الذين يعيشون خارج منطقة جنوب آسيا. المهاجر من جنوب آسيا الذين يعرفون بـ ديزيز.
الكلمة هي أصلا من اللغة السنسكريتية، التي تعني حرفيا من هذا البلد أو في هذا البلد.

## التاريخ
هذا اللفظ أصله من السنسكريتية देश [5] بمعنى «المنطقة» و«الإقليم» و«البلد»، ثم تحوّلت دلالته لتنسحب على الشعب والثقافة والمنتجات من منطقة بعينها. أبكر استخدام له وُجد في ناتيا شاسترا، دلالة على الأنواع المحلية من الرقص الشعبي والموسيقا في مقابل الأنواع الكلاسيكية مارجي المعروفة في عموم شبه القارة الهندية؛ وعلى هذا يمكن تشبيه اللفظ في دلالته واستخدامه باللفظة العربية «بلديّ»
كلمة البلد هي ديس أو ديش في العديد من اللغات في شبه القارة الهندي. ديس تعني من الوطن في لغات عديدة من الهند، وبلدان أخرى في شبه القارة.
عادة، ديزي يستخدمها الهنود عادة في العامية.
خلال ذروة الحكم البريطاني، معظم الناس من شبه القارة الهندي غير المجزأ هاجروا إلى المملكة المتحدة أو الي المستعمرات البريطانية الأخرى، بحثا عن التعليم وفرص العمل. في الشتات من ما يسمى الآن جنوب آسيا زيادة كبيرة في أعقاب أعمال الشغب وارتكاب المذابح ضد التقسيم. الأسر في المناطق المتضررة سعت عن السلامة في مختلف بلدان الكومنولث. في بداية الستينات زادت الولايات المتحدة بشكل كبير الكمية المسموح الهجرة لهم من آسيا، مما أدى إلى هجرة واسعة من شبه القارة.
وبالمثل، فإن انقسام جناح شرق باكستان من غرب باكستان في عام 1971 اشترط أن يكون البلد المستقله حديثا تحصل على اسم. حزب رابطة عوامي والبنغاليين (كل من ولاية البنغال الشرقية، والبنغال الغربية، حتى قبل التقسيم) بالعامية قد أشار إلى وطنهم كـ البنغالية - ديش تعنى الوطن من البنغاليين. الجمعية الوطنية اعتمدت بعد ذلك البنغالية ديش كاسم للبلاد.
المجتمعات التي ظلت مستقلة في جنوب آسيا تميل إلى المزيج في الشتات. بعض المهاجرين من الجيل الثاني أو الثالث، ولكن ليس الكل، لا يفكرون في أنفسهم باعتبارهم ينتمون إلى أمة بعينها، ودون ثقافة، أو الطبقة الاجتماعية، ولكن بوصفهم الجنوب آسيويين أو الديزيين. بعض الديزيين يبتكروا ما يمكن ان يسمى ثقافة «الدمج»، والتي فيها الأطعمة، والأزياء، والموسيقى، ومثل الكثير من المناطق في جنوب آسيا «التحموا» مع عناصر من الثقافة الغربية. على سبيل المثال، ديزي المناطق الحضرية هو نوع جديد من الموسيقى التي شكلتها انصهار التقليدية في الهند والموسيقى الحضرية في الدول الغربية

## فنون الاستعراض
ناتيل شاسترا يشير إلى أصناف الإقليمية من الرقص الشعبي وعناصر الموسيقى بأنها «ديزي»، ويذكر أن هذا يرمي إلى الترفيه النقي لعامة الناس، في حين أن عموم عناصر المارج الهندي يهدفوا لتنوير الجمهور روحيا. التطورات في القرون الوسطى للـ موسيقى والرقص الهندي الكلاسيكي أدوا إلى إدخال ديزيز كاراناز، بالإضافة إلى أن كاراناز الكلاسيكية دونت في ناتيا شاسترا. ديزيز كاراناز تطورت كثيرا في الوقت الحاضر ادافيو.

## الطعام
في الولايات المتحدة والمملكة المتحدة، «غذاء ديزي» في معظم الأحيان يشير إلى أطباق عادة تخدم في مجتمعات جنوب آسيا الشتات، خصوصا أطباق المطعم الغربي مثل دجاج تكا مسالا.
كما قد يعني «الأم» أو «التقليدية». ومن الأمثلة الشائعة هي «منتديات السمن»، والتي هي زبدة توضيح التقليدية في شبه القارة الهندي، في مقابل المزيد من الدهون المصنعة مثل الزيوت النباتية. «منتديات الدجاج» قد يعني سلالة أصلية من الدجاج. اصناف تراثية من الخضراوات والمنتجات الأخرى يمكن أيضا وصفها بأنها «منتديات».
منتديات النظام الغذائي يشير إلى النظام الغذائي والخيارات الغذائية متبوعة بالنموذجية الهندية في جميع أنحاء العالم.

## الملحوظة الدولية لديزيز
ملاحظة الشعب في الشتات منتديات المجتمع ما يلي:

### الكتاب
- عامر علي
- مونيكا علي
- أنيتا ديساي
- شيترا بانيرجي ديفاكارين
- جمبا اهيري
- انطباعات جوتام
- جيتا مهتا
- سوكيت ميهتا
- بانكاج ميشرا
- روهينتون ميستري
- رامان مونداير
- نايبول
- مايكل أونداتجي
- أرونداتي روي
- سلمان رشدي
- شيام سيلفادور
- فيكرام سيث
- سيمون سينغ
- رابندرانث طاغور
- ابراهام فارغسي

### السيناريست
- سابرينا داوان

### الفنانون
- فارس مكرينولدز (رسام)

### الموسيقيين / المطربين
- فريدي ميركوري
- جاي شين
- سمير بهاتاشاريا
- توني قناة
- ميا
- موبونكس
- بويان شودري عضو سابق في الزوتونز
- ديف باكش
- رافي شانكار
- مؤسسة آسيان دب
- تالفين سينغ
- نيتين ساوني
- رحمان
- كيشور كومار
- الكهفه ديساي

### الجهات الفاعلة
- ريمي كلر
- نافين أندروز
- ساريتا شودهوري
- أدعمنا
- بارميندر ناجرا
- أجاي نايدو
- مايليك بانكولي
- كال بين
- انديرا فارما
- مولى ديف
- ليزا راي
- ديف باتل
- بادما لاكشمي
- فريدا بينتو
- سندهيل رامامورثي
- جاي شاندراسيخار
- ادهير كاليان
- داليب سينغ (يتصارع تحت عنوان "الغالي العظيم")
- عزيز أنصاري
- جيمي ميستري

### مديرون
- جوريندر شادا
- نايت شيامالان
- ديبا ميهتا
- ميرا ناير
- نيشا جاناترا

### الأطباء
- الدكتور سانجاي غوبتا دكتوراه في الطب، جراح الاعصاب الاميركي ورئيس شبكة سي إن إن مراسل الشؤون الصحية
- الدكتور فيلايانور راماشاندران ماجستير، دكتوراة، الأعصاب الأميركية ومدير مركز الدماغ والإدراك

### العلماء
- سيفا باندا، مهندس طيران وباحث الحاصل على الميدالية الفضية من جمعية الطيران الملكية، وهو الوسام الرئاسي، وانتخب عضوا في الأكاديمية الوطنية للهندسة

### متفرقات
- راجان زيد (زعيم ديني)
- راسل بيترز (الكوميدي)
- فيجاي سينغ (لاعب غولف)
- سيلابان راماناثان (سياسية)
- بوبي جيندال (سياسية)
- اللورد أغلى الأنام بول (سياسية)